# Riccardo Di Segni

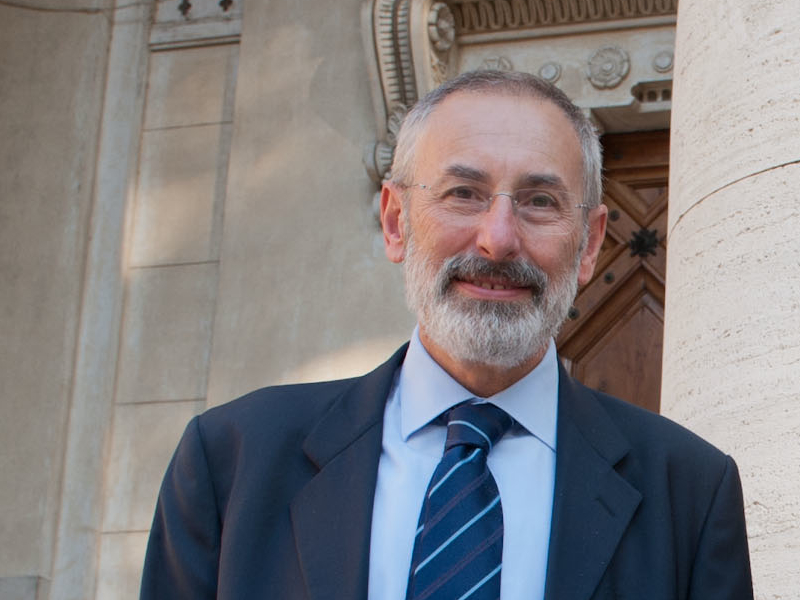
Riccardo Di Segni (2011)

Riccardo Di Segni (* 13. November 1949 in Rom) ist ein italienischer Arzt und Oberrabbiner von Rom.
Di Segni ist der Sohn einer aschkenasischen Mutter aus Osteuropa, über die er in dritter Generation aus einer Familie von Rabbinern stammt. Er ist behandelnder Arzt mit dem Spezialgebiet Radiologie und arbeitet vor allem am Krankenhaus San Giovanni in Rom. 
1973 beendete er seine rabbinischen Studien am Collegio Rabbinico Italiano di Roma, dessen Direktor er seit 1999 ist. Di Segni wurde 2001 (per 2002) zum Oberrabbiner von Rom (Rabbino Capo di Roma) gewählt. Di Segni stand in guter Beziehung zu Papst Johannes Paul II. Er nahm auch an dessen Beerdigung teil. Kurz nachdem die italienische Rabbinerversammlung eine Unterbrechung des interreligiösen Dialogs beschlossen hatte, äußerte Di Segni Besorgnis über den Zustand der christlich-jüdischen Beziehungen während der Amtszeit von Papst Benedikt XVI.